# Miss Janeth
Janet Fragoso Alonso (Ciudad de México, 14 de enero de 1973) es una luchadora profesional mexicana, conocida por su nombre artístico Miss Janeth, quien es conocida por haber sido una ruda durante mucho tiempo en Asistencia Asesoría y Administración. También compitió en la Universal Wrestling Association y ganó el Campeonato Mundial Femenil de UWA luego de su resurgimiento en 2001. Fragoso es la hermana menor de la luchadora Zuleyma.

## Carrera
La carrera de Fragoso con la promoción se remonta a principios de la década de 1990, siendo su primera victoria importante en la promoción una lucha «cabellera contra cabellera» contra Migala en 1996, sin embargo permaneció en un nivel medio de la cartelera durante gran parte de su tiempo en la división femenil de AAA. Otro momento destacado en su carrera temprana ocurrió dos años después cuando ella y Alda Moreno vencieron a Rossy Moreno y Xóchitl Hamada en una lucha «cabellera contra cabellera» en Verano de Escándalo (1998) cuando Janeth cubrió a Rossy.
Al año siguiente, Janeth participó en el torneo Reina de Reinas 1999 y en las primeras rondas derrotó a Lady Discovery, Princess Sujei y Migala en una lucha de eliminación de cuatro vías. En la final, perdió ante Xóchitl Hamada en el mismo tipo de combate en el que participaron Esther y Rossy Moreno. Su aparición en Verano de Escándalo (1999) la vio hacer equipo con sus rivales Rossy Moreno y Xóchitl Hamada para vencer a Cynthia, Alda y Esther Moreno. Otra lucha de tríos haciendo equipo con Tiffany y Rossy Moreno en Guerra de Titanes 1999 resultó en una derrota ante Faby Apache, Alda y Cynthia Moreno.
Entró al torneo Reina de Reinas 2000 derrotando a Alda Moreno en las rondas iniciales pero perdió ante Martha Villalobos en las semifinales. En Verano de Escándalo (2000), formó equipo con Aja Kong y Tiffany en una lucha en equipos de tríos que perdieron ante Alda Moreno, Lady Apache y Ayako Hamada el 29 de septiembre de 2000. El 7 de septiembre de 2001, ganó el revivido Campeonato Mundial Femenil de UWA en Nuevo León, México. El título lo había ganado por última vez su hermana diez años antes. Perdió brevemente el título ante Ayako Hamada el 8 de marzo de 2002, pero lo recuperó más tarde ese año. Janeth también participó en las ediciones de 2001 y 2002 del torneo Reina de Reinas  llegando a la final en ambos eventos.
Janeth finalmente tuvo su momento en el centro de atención al ganar el torneo Reina de Reinas 2006 derrotando a Martha Villalobos, Cynthia Moreno y La Diabólica en la final eliminatoria de cuatro vías. El mes siguiente en Rey de Reyes (2006), formó equipo con Lola Gonzales, Cynthia Moreno y Martha Villalobos en una lucha en equipos de 8 mujeres contra Chikayo Nagashima, La Diabólica, Tiffany y Carlos Amano, pero perdió la lucha cuando su equipo fue descalificado. Después de este punto, ella y el resto de la división femenil fueron eliminadas gradualmente con la excepción de las miembros de la familia Apache, ya que la promoción se centró en una storyline alrededor de dicha familia. A principios de 2007, Janeth formó un equipo con Tiffany y Rossy Moreno conocido como Las Brujas, pero el grupo duró poco y desapareció de AAA después de sólo unas pocaos apariciones. Su última aparición en AAA registrada ese año fue llegar a la final del torneo Reina de Reinas 2007 el 25 de marzo, y no está claro si ha dejado la compañía o simplemente está en una pausa por razones personales.

## Campeonatos y logros
- Asistencia Asesoría y Administración
  - Campeonato Reina de Reinas de AAA (1 vez)
  - Torneo Reina de Reinas (2006) [9]

- Universal Wrestling Association
  - UWA World Women's Championship (2 veces) [12]

### Récord deLuchas de Apuestas
| Ganador (apuesta)       | Perdedor (apuesta)         | Ubicación             | Evento                     | Fecha                    | Notas            |
| ----------------------- | -------------------------- | --------------------- | -------------------------- | ------------------------ | ---------------- |
| Miss Janeth (cabellera) | La Practicante (cabellera) | N/A                   | Evento en vivo             | N/A                      |                  |
| Miss Janeth (cabellera) | La Nazi (cabellera)        | N/A                   | Evento en vivo             | N/A                      |                  |
| Miss Janeth (cabellera) | Thunder Crack (máscara)    | Japón                 | Evento en vivo             | N/A                      |                  |
| Miss Janeth (cabellera) | Migala (cabellera)         | Ciudad de México      | Evento en vivo             | 16 de agosto de 1996     |                  |
| Miss Janeth (cabellera) | Rossy Moreno (cabellera)   | Ciudad Madero, México | Verano de Escándalo (1998) | 18 de septiembre de 1998 | [ Nota 1 ] [ 1 ] |

Notas
1. ↑  Esta fue una lucha en equipos entre Miss Janeth y Alda Moreno contra Rossy Moreno y Xóchitl Hamada.